# Owasso (Oklahoma)
Owasso es una ciudad ubicada en los condados de Rogers y Tulsa en el estado estadounidense de Oklahoma. En el año 2010 tenía una población de 28915 habitantes y una densidad poblacional de 1.112,12 personas por km².

## Geografía
Owasso se encuentra ubicada en las coordenadas 36°17′25″N 95°49′43″O / 36.29028, -95.82861 (36.290373, -95.828640).

## Demografía
Según la Oficina del Censo en 2000 los ingresos medios por hogar en la localidad eran de $49,798 y los ingresos medios por familia eran $57,078. Los hombres tenían unos ingresos medios de $41,414 frente a los $26,664 para las mujeres. La renta per cápita para la localidad era de $19,417. Alrededor del 4.8% de la población estaban por debajo del umbral de pobreza.